# Fort Frederick (Kingston)
Fort Frederick, est un édifice militaire situé sur la pointe Frederick, sur le terrain du Collège militaire royal du Canada à Kingston en Ontario (Canada). Sa construction remonte à 1846 et fait suite au litige sur la frontière de l'Oregon. Le fort est constitué de terrassement autour d'une tour Martello. Le Fort Frederick est inclus dans les lieux historiques nationaux du Canada des fortifications de Kingston et des édifices de Point Frederick.

## Histoire
Fort Frederick a été construit à l'extrémité sud de la pointe Frederick, sur le site de la Kingston Royal Naval Dockyard. Le point fort a été nommé d'après Frédéric, Prince de Galles. Le fort original, consistant en des travaux de terrassement, a été construit pendant la Guerre de 1812 pour la protection contre les attaques navales. Le 10 novembre 1812, la batterie du Fort Frederick a contribué à repousser un escadron de la marine Américaine sous le Commodore Isaac Chauncey.
Quatre tours de pierre Martello ont été construites pour renforcer les défenses de Kingston en 1846, lors du litige sur la frontière de l'Oregon entre les États-Unis et Royaume-Uni. Ces tours avaient pour but de protéger le chantier naval et l'entrée du canal Rideau et du fleuve Saint-Laurent d'une possible agression des États-Unis. Le fort Frederick est l'un de ces ouvrages et a été construit sur le site d'un fort plus ancien. Il a été abandonné dans les années 1870. Le fort Frederick sert de zone de détente pour les élèves-officiers du CMR, où tous les élèves-officiers sont considérés égaux en rang  ou on leur laisse le champ libre pour se détendre. La tour Martello abrite le musée du CMR.
À l'époque où Archibald Macdonnell a été commandant du CMR, de 1909 à 1919, les étages supérieurs du fort Frederick ont été utilisés comme salle commune. La classe de 1931 a doté le fort de portes en bois et une plaque a été installée en 1971 en souvenir de l'époque où le fort Frederick était un refuge pour les recrues. 